# Филкор, Аттила
Аттила Филкор (венг. Attila Filkor; родился 12 июля 1988 года) — венгерский футболист, полузащитник клуба «Будафок». Экс-игрок молодёжной сборной Венгрии и основной сборной Венгрии.

## Клубная карьера
Аттила родился в Будапеште, и начал играть в футбол в местной команде «МТК», прежде чем как свободный агент присоединился к мальтийскому клубу «Пиета Хотспурс» 22 августа 2006 года. До того, как он перебрался на Мальту, миланский «Интер» связывался с «МТК» для возможной покупки Филкора в июле 2006 года, но безуспешно. Тем не менее, «Пиета Хотспурс» заняла третью категорию в системе распределения вознаграждений FIFA, и, таким образом, должна была заплатить «МТК» 70 000 евро (по 30 000 евро, в течение двух сезонов, плюс ещё 10 тысяч евро). В случае, если бы «Интер» подписал Аттилу напрямую из венгерского клуба, он должен бы был заплатить «МТК» 160 тысяч евро (в среднем, для категории 1 и 2, два раза за два сезона, плюс 10 000 евро) в качестве компенсации за обучение. Венгры утверждали, что переезд игрока на Мальту был планом «Интера» для экономии средств на компенсацию за обучение, регулируемую ФИФА.